# Skýdra (ville)
Skýdra, en grec moderne : Σκύδρα (prononciation [scˈiðra]), est une petite ville du dème du même nom, en Macédoine-Centrale, Grèce.
Avant 1926, la ville était appelée Vertekop, en grec moderne : Βερτεκόπ.
Selon le recensement de 2011, la population de la ville compte 5 406 habitants tandis que celle du dème s'élève à 15 613 habitants.